# PWI Tag Team of the Year
De Tag Team of the Year Award wordt jaarlijks uitgereikt door de professioneel worstelmagazine Pro Wrestling Illustrated. De PWI-lezers nomineren worstelteams die actief zijn in de worstelwereld.

## Winnaars en ereplaatsen
| Jaar | Winnaars                                                 | Eerste ereplaats                                                | Tweede ereplaats                                                | Derde ereplaats                                        |
| ---- | -------------------------------------------------------- | --------------------------------------------------------------- | --------------------------------------------------------------- | ------------------------------------------------------ |
| 1972 | Dick the Bruiser & The Crusher                           |                                                                 |                                                                 |                                                        |
| 1973 | Nick Bockwinkel & Ray Stevens                            |                                                                 |                                                                 |                                                        |
| 1974 | Jimmy & Johnny Valiant                                   |                                                                 |                                                                 |                                                        |
| 1975 | Gene & Ole Anderson                                      |                                                                 |                                                                 |                                                        |
| 1976 | The Executioners (Killer Kowalski & Big John Studd)      | Gene & Ole Anderson                                             | Chief Jay Strongbow & Billy White Wolf                          | Jimmy & Johnny Valiant                                 |
| 1977 | Gene & Ole Anderson                                      | Prof. Tanaka & Mr. Fuji                                         | Greg Gagne & Jim Brunzell                                       | Ric Flair & Greg Valentine                             |
| 1978 | Ricky Steamboat & Paul Jones                             | The Yukon Lumberjacks (Yukon Eric & Yukon Pierre)               | Mike Graham & Steve Keirn                                       | Greg Gagne & Jim Brunzell                              |
| 1979 | Ivan Putski & Tito Santana                               | Jerry & Johnny Valiant                                          | Paul Jones & Baron Von Raschke                                  | The Spoiler & Mark Lewin                               |
| 1980 | Jimmy Snuka & Ray Stevens                                | Mr. Wrestling & Mr. Wrestling II                                | The Wild Samoans (Afa & Sika)                                   | Verne Gagne & Mad Dog Vachon                           |
| 1981 | The Fabulous Freebirds (Michael Hayes & Terry Gordy)     | Rick Martel & Tony Garea                                        | Mr. Fuji & Mr. Saito                                            | Greg Gagne & Jim Brunzell                              |
| 1982 | Greg Gagne & Jim Brunzell                                | Mr. Fuji & Mr. Saito                                            | Fabulous Freebirds (Michael Hayes, Terry Gordy & Buddy Roberts) | Ole Anderson & Stan Hansen                             |
| 1983 | The Road Warriors (Hawk & Animal)                        | Kerry, Kevin, David Von Erich & Mike Von Erich                  | Fabulous Freebirds (Michael Hayes, Terry Gordy & Buddy Roberts) | Jack & Jerry Brisco                                    |
| 1984 | The Road Warriors (Hawk & Animal)                        | Kerry, Kevin, David Von Erich & Mike Von Erich                  | The Fabulous Ones (Stan Lane & Steve Keirn)                     | Rock 'n' Roll Express (Ricky Morton & Robert Gibson)   |
| 1985 | The Road Warriors (Hawk & Animal)                        | Ted DiBiase & Steve Williams                                    | Ivan & Nikita Koloff                                            | The British Bulldogs (Davey Boy Smith & Dynamite Kid)  |
| 1986 | Rock 'n' Roll Express (Ricky Morton & Robert Gibson)     | The Road Warriors (Hawk & Animal)                               | The British Bulldogs (Davey Boy Smith & Dynamite Kid)           | The Midnight Rockers (Shawn Michaels & Marty Jannetty) |
| 1987 | The Midnight Express (Bobby Eaton & Stan Lane)           | The Hart Foundation (Bret Hart & Jim Neidhart)                  | The Road Warriors (Hawk & Animal)                               | Rock 'n' Roll Express (Ricky Morton & Robert Gibson)   |
| 1988 | The Road Warriors (Hawk & Animal)                        | The Midnight Express (Bobby Eaton & Stan Lane)                  | Demolition (Ax & Smash)                                         | The Brain Busters (Arn Anderson & Tully Blanchard)     |
| 1989 | The Brain Busters (Arn Anderson & Tully Blanchard)       | Demolition (Ax & Smash)                                         | The Road Warriors (Hawk & Animal)                               | Fabulous Freebirds (Michael Hayes & Jimmy Garvin)      |
| 1990 | The Steiner Brothers (Rick & Scott Steiner)              | Demolition (Ax & Smash)                                         | Doom (Ron Simmons & Butch Reed)                                 | The Road Warriors (Hawk & Animal)                      |
| 1991 | The Enforcers (Arn Anderson & Larry Zbyszko)             | The Legion of Doom (Hawk & Animal)                              | The Steiner Brothers (Rick & Scott Steiner)                     | Jeff Jarrett & Robert Fuller                           |
| 1992 | Terry Gordy & Steve Williams                             | The Natural Disasters (Earthquake & Typhoon)                    | The Steiner Brothers (Rick & Scott Steiner)                     | Barry Windham & Dustin Rhodes                          |
| 1993 | The Steiner Brothers (Rick & Scott Steiner)              | The Hollywood Blonds (Steve Austin & Brian Pillman)             | Money Inc. (Ted DiBiase & Irwin R. Schyster)                    | The Heavenly Bodies (Tom Prichard & Stan Lane)         |
| 1994 | The Nasty Boys (Brian Knobbs & Jerry Sags)               | The Headshrinkers (Samu & Fatu)                                 | The Public Enemy (Johnny Grunge & Rocco Rock)                   | Rock 'n' Roll Express (Ricky Morton & Robert Gibson)   |
| 1995 | Harlem Heat (Booker T & Stevie Ray)                      | The Smoking Gunns (Billy & Bart Gunn)                           | Owen Hart en Yokozuna                                           | The Steiner Brothers (Rick & Scott Steiner)            |
| 1996 | Harlem Heat (Booker T & Stevie Ray)                      | The Eliminators (Perry Saturn & John Kronus)                    | The Steiner Brothers (Rick & Scott Steiner)                     | The Gangstas (New Jack & Mustapha Saed)                |
| 1997 | The Outsiders (Scott Hall & Kevin Nash)                  | The Steiner Brothers (Rick & Scott Steiner)                     | The Legion of Doom (Hawk & Animal)                              | Lex Luger & The Giant                                  |
| 1998 | The New Age Outlaws (Road Dogg & Billy Gunn)             | Sabu en Rob Van Dam                                             | Mankind & Kane                                                  | Brothers of Destruction (The Undertaker & Kane)        |
| 1999 | Kane & X-Pac                                             | The Hardy Boyz (Matt & Jeff Hardy)                              | The Dudley Boyz (Bubba Ray & D-Von Dudley)                      | Harlem Heat (Booker T & Stevie Ray)                    |
| 2000 | The Hardy Boyz (Matt & Jeff Hardy)                       | Edge en Christian                                               | The Dudley Boyz (Bubba Ray & D-Von Dudley)                      | KroniK (Brian Adams & Bryan Clark)                     |
| 2001 | The Dudley Boyz (Bubba Ray & D-Von Dudley)               | Brothers of Destruction (Undertaker & Kane)                     | The Hardy Boyz (Matt & Jeff Hardy)                              | The Acolytes (Bradshaw & Faarooq)                      |
| 2002 | Billy en Chuck                                           | Booker T & Goldust                                              | 3 Minute Warning (Rosey & Jamal)                                | Kurt Angle & Chris Benoit                              |
| 2003 | Team Angle (Charlie Haas & Shelton Benjamin)             | America's Most Wanted (Chris Harris & James Storm)              | The Dudley Boyz (Bubba Ray & D-Von Dudley)                      | Los Guerreros (Eddie & Chavo Guerrero)                 |
| 2004 | America's Most Wanted (Chris Harris & James Storm)       | La Résistance (Sylvain Grenier & Robert Conway)                 | The Dudley Boyz (Bubba Ray & D-Von Dudley)                      | Charlie Haas & Rico                                    |
| 2005 | MNM (Joey Mercury & Johnny Nitro)                        | The Naturals (Chase Stevens & Andy Douglas)                     | Road Warrior Animal & Heidenreich                               | America's Most Wanted (Chris Harris & James Storm)     |
| 2006 | A.J. Styles en Christopher Daniels                       | Paul London en Brian Kendrick                                   | D-Generation X (Shawn Michaels & Triple H)                      | The Big Show & Kane                                    |
| 2007 | Paul London & Brian Kendrick                             | Team 3D (Brother Ray & Brother Devon)                           | Briscoe Brothers (Jay & Mark Briscoe)                           | Deuce 'n Domino                                        |
| 2008 | Beer Money, Inc. (Robert Roode en James Storm)           | John Morrison en The Miz                                        | Ted DiBiase & Cody Rhodes                                       | The Latin American Xchange (Homicide & Hernandez)      |
| 2009 | Team 3D (Brother Ray & Brother Devon)                    | Beer Money, Inc. (Robert Roode & James Storm)                   | Jeri-Show (Chris Jericho & The Big Show)                        | D-Generation X (Shawn Michaels & Triple H)             |
| 2010 | The Motor City Machine Guns (Alex Shelley & Chris Sabin) | The Hart Dynasty (Tyson Kidd & David Hart Smith)                | Kings of Wrestling (Claudio Castagnoli & Chris Hero)            | Beer Money, Inc. (Robert Roode & James Storm)          |
| 2011 | Beer Money, Inc. (Bobby Roode & James Storm)             | Wrestling's Greatest Tag Team (Charlie Haas & Shelton Benjamin) | Air Boom (Evan Bourne & Kofi Kingston)                          | Kings of Wrestling (Claudio Castagnoli & Chris Hero)   |
| 2012 | Kofi Kingston & R-Truth                                  | Bad Influence (Kazarian & Christopher Daniels)                  | Team Hell No (Kane & Daniel Bryan)                              | Samoa Joe & Magnus                                     |